# 의성군
의성군(義城郡)은 대한민국 경상북도 중앙부에 있는 군이다. 오래된 사찰이자 조계종의 중심지 가운데 하나인 고운사, 탑리 오층석탑이 유명하며 특산물로는 마늘, 고추, 사과, 자두, 복숭아, 황토쌀이 있다. 국내 최초의 컬링 전용 경기장이 의성군 의성읍 후죽리에 있다. 행정구역은 1읍 17면으로 되어 있으며, 군청 소재지는 의성읍 후죽리이다. 전 지역이 환경부로부터 인증받은 국가지질공원(의성지질공원)이다.

## 역사
| Daedongyeojido (Gyujanggak) 16-02.jpg |  |
|                                       |  |

- 신라 경덕왕 때 문소군(聞韶郡)이라는 이름이 의성군의 초기 이름이고 그때 당시에 경북 지역에서 2번째로 컸던 조문국(趙文國)이라는 나라가 의성군의 초기였다.
- 현재 문소군, 조문국의 유적지는 의성향교와 조문국 경덕왕릉 등이다.

- 929년(고려 태조 12년), 후백제 견훤의 공격을 막다가 전사한 홍술장군의 충절을 기려 지명을 '의성(의로운 성)'으로 바꿨다.[3]
- 이후 1895년 6월 23일(음력 윤5월 1일) 대구부 의성군·비안군으로 개편하였다.[4]

- 1896년 8월 4일 경상북도 의성군·비안군으로 개편하였다.[5]
- 1906년 상주군 단밀면, 단동면, 단북면, 단남면을 비안군에, 그리고 1907년 비안군 외북면을 의성군에, 1909년 의성군 우곡면을 비안군에 편입하였다.

- (일제 강점기 이후의 행정 구역 개편의 역사는 의성군의 행정 구역#역사를 참조)
- 2023년 6월 21일 전 지역이 의성 국가지질공원으로 인증받았으며, 지질명소 12개소가 있다.

## 지형
경상북도 중앙부에 있으며, 대부분이 중생대 백악기 경상 누층군(慶尙累層群)의 지질로 되어 있다. 약 1억년 전의 공룡발자국 화석산지, 약 7천만년 전 화산 칼데라 등의 지질학적 특징이 있다. 군의 동북쪽을 태백산맥의 일부가 지나므로 산세가 험한 고원지대를 이루고 있으나, 노년기에 달한 구릉지대이므로 비교적 잘 개척되어 있다. 남대천 물길을 따라 남북으로 길게 구봉산이 뻗어 있다. 남서쪽은 신평면을 제외하면 그다지 험하지 않다. 위천 유역은 하천의 침식작용으로 만들어진 안계분지로, 분지 내 안계평야는 넓은 들로 곡창 지대를 이루고 있다. 
- 관련 웹사이트: 의성 국가지질공원

## 기후
내륙에 있어 기온의 교차가 심한 대륙성 기후를 보이며, 강수량이 적다. 연평균 기온 11.6도, 1월 평균 －3.0도, 8월 평균 25.1도, 연평균 강수량 1,011.2mm이다.
| 의성기상관측소 (의성군 의성읍 원당리, 해발 81.44m)의 기후 | 의성기상관측소 (의성군 의성읍 원당리, 해발 81.44m)의 기후 | 의성기상관측소 (의성군 의성읍 원당리, 해발 81.44m)의 기후 | 의성기상관측소 (의성군 의성읍 원당리, 해발 81.44m)의 기후 | 의성기상관측소 (의성군 의성읍 원당리, 해발 81.44m)의 기후 | 의성기상관측소 (의성군 의성읍 원당리, 해발 81.44m)의 기후 | 의성기상관측소 (의성군 의성읍 원당리, 해발 81.44m)의 기후 | 의성기상관측소 (의성군 의성읍 원당리, 해발 81.44m)의 기후 | 의성기상관측소 (의성군 의성읍 원당리, 해발 81.44m)의 기후 | 의성기상관측소 (의성군 의성읍 원당리, 해발 81.44m)의 기후 | 의성기상관측소 (의성군 의성읍 원당리, 해발 81.44m)의 기후 | 의성기상관측소 (의성군 의성읍 원당리, 해발 81.44m)의 기후 | 의성기상관측소 (의성군 의성읍 원당리, 해발 81.44m)의 기후 | 의성기상관측소 (의성군 의성읍 원당리, 해발 81.44m)의 기후 |
| 월                                                        | 1월                                                       | 2월                                                       | 3월                                                       | 4월                                                       | 5월                                                       | 6월                                                       | 7월                                                       | 8월                                                       | 9월                                                       | 10월                                                      | 11월                                                      | 12월                                                      | 연간                                                      |
| --------------------------------------------------------- | --------------------------------------------------------- | --------------------------------------------------------- | --------------------------------------------------------- | --------------------------------------------------------- | --------------------------------------------------------- | --------------------------------------------------------- | --------------------------------------------------------- | --------------------------------------------------------- | --------------------------------------------------------- | --------------------------------------------------------- | --------------------------------------------------------- | --------------------------------------------------------- | --------------------------------------------------------- |
| 역대 최고 기온 °C (°F)                                    | 15.3 (59.5)                                               | 24.1 (75.4)                                               | 27.2 (81.0)                                               | 33.1 (91.6)                                               | 36.3 (97.3)                                               | 37.1 (98.8)                                               | 39.9 (103.8)                                              | 40.4 (104.7)                                              | 36.4 (97.5)                                               | 30.2 (86.4)                                               | 25.4 (77.7)                                               | 19.2 (66.6)                                               | 40.4 (104.7)                                              |
| 일평균 최고 기온 °C (°F)                                  | 4.8 (40.6)                                                | 7.8 (46.0)                                                | 13.4 (56.1)                                               | 20.3 (68.5)                                               | 25.4 (77.7)                                               | 28.6 (83.5)                                               | 30.5 (86.9)                                               | 31.0 (87.8)                                               | 26.6 (79.9)                                               | 21.4 (70.5)                                               | 14.0 (57.2)                                               | 6.8 (44.2)                                                | 19.2 (66.6)                                               |
| 일일 평균 기온 °C (°F)                                    | −3.0 (26.6)                                               | −0.3 (31.5)                                               | 5.3 (41.5)                                                | 11.7 (53.1)                                               | 17.1 (62.8)                                               | 21.6 (70.9)                                               | 24.8 (76.6)                                               | 25.1 (77.2)                                               | 19.8 (67.6)                                               | 12.7 (54.9)                                               | 5.5 (41.9)                                                | −1.1 (30.0)                                               | 11.6 (52.9)                                               |
| 일평균 최저 기온 °C (°F)                                  | −9.6 (14.7)                                               | −7.5 (18.5)                                               | −2.2 (28.0)                                               | 3.3 (37.9)                                                | 9.0 (48.2)                                                | 15.2 (59.4)                                               | 20.3 (68.5)                                               | 20.5 (68.9)                                               | 14.4 (57.9)                                               | 6.0 (42.8)                                                | −1.2 (29.8)                                               | −7.5 (18.5)                                               | 5.1 (41.2)                                                |
| 역대 최저 기온 °C (°F)                                    | −23.3 (−9.9)                                              | −22.1 (−7.8)                                              | −12.7 (9.1)                                               | −8.4 (16.9)                                               | −1.1 (30.0)                                               | 4.1 (39.4)                                                | 10.7 (51.3)                                               | 10.3 (50.5)                                               | 2.1 (35.8)                                                | −7.3 (18.9)                                               | −13.7 (7.3)                                               | −19.2 (−2.6)                                              | −23.3 (−9.9)                                              |
| 평균 강수량 mm (인치)                                     | 15.5 (0.61)                                               | 22.6 (0.89)                                               | 41.5 (1.63)                                               | 73.6 (2.90)                                               | 78.6 (3.09)                                               | 115.8 (4.56)                                              | 221.4 (8.72)                                              | 229.6 (9.04)                                              | 124.3 (4.89)                                              | 41.5 (1.63)                                               | 30.5 (1.20)                                               | 16.3 (0.64)                                               | 1,011.2 (39.81)                                           |
| 평균 강수일수 (≥ 0.1 mm)                                  | 4.2                                                       | 4.7                                                       | 6.9                                                       | 7.5                                                       | 8.0                                                       | 9.0                                                       | 13.7                                                      | 13.7                                                      | 9.1                                                       | 5.3                                                       | 5.8                                                       | 4.7                                                       | 92.6                                                      |
| 평균 상대 습도 (%)                                        | 64.8                                                      | 61.3                                                      | 60.1                                                      | 57.9                                                      | 62.1                                                      | 67.3                                                      | 76.2                                                      | 76.4                                                      | 76.3                                                      | 73.9                                                      | 71.1                                                      | 67.3                                                      | 67.9                                                      |
| 평균 월간 일조시간                                        | 177.9                                                     | 180.3                                                     | 202.2                                                     | 212.5                                                     | 234.6                                                     | 191.3                                                     | 155.0                                                     | 160.8                                                     | 149.8                                                     | 178.7                                                     | 160.2                                                     | 171.0                                                     | 2,174.3                                                   |
| 출처: 기상청 (평년값: 1991년~2020년, 극값: 1973년~현재)   |                                                           |                                                           |                                                           |                                                           |                                                           |                                                           |                                                           |                                                           |                                                           |                                                           |                                                           |                                                           |                                                           |

## 지질

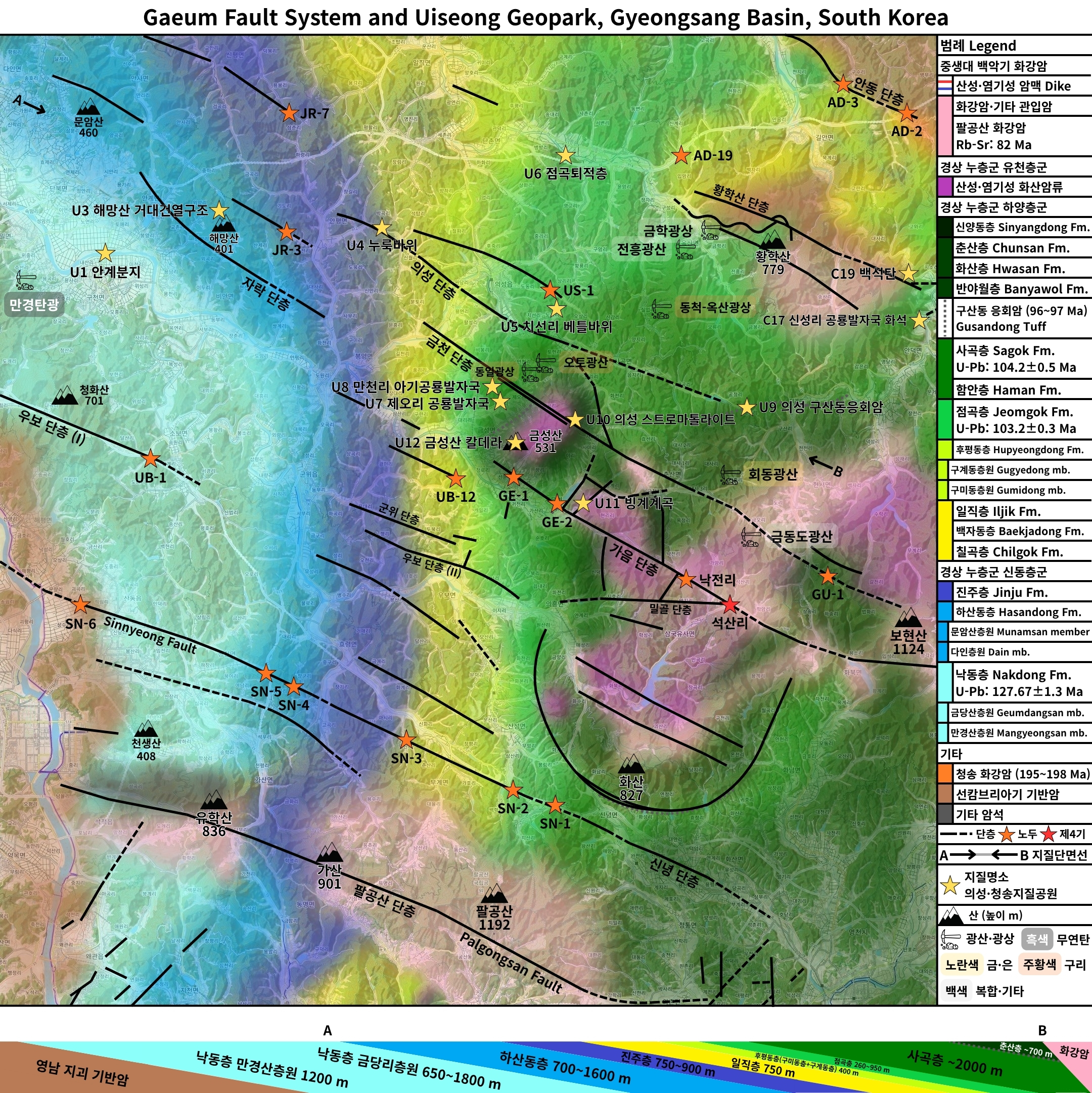
의성군의 지질과 가음 단층대

## 행정 구역
의성군의 행정 구역은 1읍 17면으로 구성되어 있다. 의성군의 면적은 1,178.82km2이며, 인구는 2020년 8월 기준으로 28,574세대, 51,940명이다. 1965년에는 210,045명을 기록했으나 이후 인구가 급감하였다. 행정 구역별 세대수와 인구는 다음과 같다.
| 읍면동 | 한자   | 세대  | 인구   | 면적   | 행정지도 |
| ------ | ------ | ----- | ------ | ------ | --- |
| 의성읍 | 義城邑 | 6,594 | 14,050 | 68.81  | 의성읍 단촌면 점곡면 옥산면 춘산면 안사면 가음면 금성면 봉양면 비안면 구천면 단밀면 단북면 안계면 다인면 신평면 안평면 사곡면 안동시 구미시 군위군 상주시 예천군 청송군 |
| 단촌면 | 丹村面 | 1,117 | 2,142  | 74.18  | 의성읍 단촌면 점곡면 옥산면 춘산면 안사면 가음면 금성면 봉양면 비안면 구천면 단밀면 단북면 안계면 다인면 신평면 안평면 사곡면 안동시 구미시 군위군 상주시 예천군 청송군 |
| 점곡면 | 點谷面 | 933   | 1,720  | 65.02  | 의성읍 단촌면 점곡면 옥산면 춘산면 안사면 가음면 금성면 봉양면 비안면 구천면 단밀면 단북면 안계면 다인면 신평면 안평면 사곡면 안동시 구미시 군위군 상주시 예천군 청송군 |
| 옥산면 | 玉山面 | 993   | 1,932  | 104.12 | 의성읍 단촌면 점곡면 옥산면 춘산면 안사면 가음면 금성면 봉양면 비안면 구천면 단밀면 단북면 안계면 다인면 신평면 안평면 사곡면 안동시 구미시 군위군 상주시 예천군 청송군 |
| 사곡면 | 舍谷面 | 875   | 1,608  | 73.4   | 의성읍 단촌면 점곡면 옥산면 춘산면 안사면 가음면 금성면 봉양면 비안면 구천면 단밀면 단북면 안계면 다인면 신평면 안평면 사곡면 안동시 구미시 군위군 상주시 예천군 청송군 |
| 춘산면 | 春山面 | 785   | 1,552  | 67.24  | 의성읍 단촌면 점곡면 옥산면 춘산면 안사면 가음면 금성면 봉양면 비안면 구천면 단밀면 단북면 안계면 다인면 신평면 안평면 사곡면 안동시 구미시 군위군 상주시 예천군 청송군 |
| 가음면 | 佳音面 | 799   | 1,520  | 41.53  | 의성읍 단촌면 점곡면 옥산면 춘산면 안사면 가음면 금성면 봉양면 비안면 구천면 단밀면 단북면 안계면 다인면 신평면 안평면 사곡면 안동시 구미시 군위군 상주시 예천군 청송군 |
| 금성면 | 金城面 | 2,422 | 4,538  | 74.55  | 의성읍 단촌면 점곡면 옥산면 춘산면 안사면 가음면 금성면 봉양면 비안면 구천면 단밀면 단북면 안계면 다인면 신평면 안평면 사곡면 안동시 구미시 군위군 상주시 예천군 청송군 |
| 봉양면 | 鳳陽面 | 2,046 | 4,060  | 67.46  | 의성읍 단촌면 점곡면 옥산면 춘산면 안사면 가음면 금성면 봉양면 비안면 구천면 단밀면 단북면 안계면 다인면 신평면 안평면 사곡면 안동시 구미시 군위군 상주시 예천군 청송군 |
| 비안면 | 比安面 | 1,428 | 2,556  | 65.51  | 의성읍 단촌면 점곡면 옥산면 춘산면 안사면 가음면 금성면 봉양면 비안면 구천면 단밀면 단북면 안계면 다인면 신평면 안평면 사곡면 안동시 구미시 군위군 상주시 예천군 청송군 |
| 구천면 | 龜川面 | 1,000 | 1,907  | 46.66  | 의성읍 단촌면 점곡면 옥산면 춘산면 안사면 가음면 금성면 봉양면 비안면 구천면 단밀면 단북면 안계면 다인면 신평면 안평면 사곡면 안동시 구미시 군위군 상주시 예천군 청송군 |
| 단밀면 | 丹密面 | 974   | 1,915  | 54.12  | 의성읍 단촌면 점곡면 옥산면 춘산면 안사면 가음면 금성면 봉양면 비안면 구천면 단밀면 단북면 안계면 다인면 신평면 안평면 사곡면 안동시 구미시 군위군 상주시 예천군 청송군 |
| 단북면 | 丹北面 | 999   | 1,928  | 23.91  | 의성읍 단촌면 점곡면 옥산면 춘산면 안사면 가음면 금성면 봉양면 비안면 구천면 단밀면 단북면 안계면 다인면 신평면 안평면 사곡면 안동시 구미시 군위군 상주시 예천군 청송군 |
| 안계면 | 安溪面 | 2,245 | 4,649  | 43.68  | 의성읍 단촌면 점곡면 옥산면 춘산면 안사면 가음면 금성면 봉양면 비안면 구천면 단밀면 단북면 안계면 다인면 신평면 안평면 사곡면 안동시 구미시 군위군 상주시 예천군 청송군 |
| 다인면 | 多仁面 | 2,139 | 4,100  | 89.78  | 의성읍 단촌면 점곡면 옥산면 춘산면 안사면 가음면 금성면 봉양면 비안면 구천면 단밀면 단북면 안계면 다인면 신평면 안평면 사곡면 안동시 구미시 군위군 상주시 예천군 청송군 |
| 신평면 | 新平面 | 469   | 833    | 55.87  | 의성읍 단촌면 점곡면 옥산면 춘산면 안사면 가음면 금성면 봉양면 비안면 구천면 단밀면 단북면 안계면 다인면 신평면 안평면 사곡면 안동시 구미시 군위군 상주시 예천군 청송군 |
| 안평면 | 安平面 | 1,224 | 2,208  | 101.2  | 의성읍 단촌면 점곡면 옥산면 춘산면 안사면 가음면 금성면 봉양면 비안면 구천면 단밀면 단북면 안계면 다인면 신평면 안평면 사곡면 안동시 구미시 군위군 상주시 예천군 청송군 |
| 안사면 | 安寺面 | 532   | 851    | 61.78  | 의성읍 단촌면 점곡면 옥산면 춘산면 안사면 가음면 금성면 봉양면 비안면 구천면 단밀면 단북면 안계면 다인면 신평면 안평면 사곡면 안동시 구미시 군위군 상주시 예천군 청송군 |

## 군청
- 현재 의성군청은 경상북도 의성군 의성읍에 위치하고 있다.

## 인구
- 의성군(에 해당하는 지역)의 연도별 인구 추이[9]

| 연도       | 총인구    |  |
| ---------- | --------- |  |
| 1960년     | 190,667명 |  |
| 1965년     | 210,045명 |  |
| 1966년     | 203,753명 |  |
| 1970년     | 182,709명 |  |
| 1975년     | 179,570명 |  |
| 1980년     | 146,063명 |  |
| 1985년     | 122,664명 |  |
| 1990년     | 96,897명  |  |
| 1995년     | 77,362명  |  |
| 2000년     | 68,453명  |  |
| 2005년     | 62,412명  |  |
| 2010년     | 58,832명  |  |
| 2015년     | 54,477명  |  |
| 2020년     | 51,724명  |  |
| 2025년 6월 | 48,325명  |  |

## 산업

### 농업
의성군의 마늘 생산량은 2016년 기준 15,680t으로 전국 3위이며, 한지마늘 기준으로는 전국 1위이다. 한지형 의성 재래종을 의성지역의 기후와 토양에 알맞게 순화 개량한 품종으로, 쪽이 6~8쪽으로 수확시기는 6월 중순 이후이다. 조선 중종 21년(1526년, 약 470여년 전)에 현 의성읍 치선리(선암부락)에 경주 최씨와 김해 김씨 두 성씨가 터전을 잡게 되면서 재배되었다고 전해진다.

## 문화·관광
- 고운사

의성군의 등운산 자락에 위치한 대한불교조계종 소속의 사찰이다. 신라 신문왕 원년인 681년에 신라의 승려인 의상대사가 창건한 것으로 전해진다. 창건 당시의 이름은 고운사(高雲寺)였으나, 최치원이 머물며 가운루와 우화루를 건축한 이래 최치원의 호인 고운(孤雲)을 따라 절의 이름을 개칭했다.
- 탑산온천
- 산운마을
- 금성산 (경북)

## 교통
이미 왕복 4차선으로 확장된 국도 제5호선과 왕복 4차선으로 확장 예정인 왕복 2차선 국도 제28호선(비안-봉양구간 왕복 4차선)이 각기 안동, 예천 방면에서 대구, 영천으로 이어진다. 중앙고속도로가 군의 중심부를 관통하며 봉양면에 의성 나들목이 존재한다. 한국철도공사 중앙선 철도가 안동시에서 의성군을 지나 영천시로 연결된다. 그 외 서산영덕고속도로가 있으며, 2016년 12월에 서의성 나들목과 북의성 나들목이 개통되었다. 2017년에는 영천상주고속도로가 개통했으며, 단밀면과 도개면 경계에 있는 낙동강휴게소에서 영천/경주/포항/울산/부산방면 고속버스 환승을 취급한다.

## 스포츠
의성군은 대한민국 컬링의 중심지로 유명하며, 컬링훈련원이 자리해 있다. 2006년 5월에 경북체육회와 의성군 등이 공동으로 투자해 완공된 4시트짜리 훈련원으로, 국제경기규격을 갖춘 국내 유일의 훈련장이었다. 경북체육회의 주도로 2007년 남자부, 2010년 여자부를 창단했으며, 2016년 1월에는 사상 첫 믹스더블 팀을 구성했다.
이 같은 인프라 덕에 대한민국 컬링 선수의 90% 정도가 의성군 출신이며, 2018년 동계 올림픽에 출전한 국가대표팀 15명 중 12명이 의성을 중심으로 한 경북과 대구 출신이다. 또 경북에서 선수로 등록한 컬링 선수는 초중고등부, 일반부 54명에 달하며 선수등록을 하지 않은 부류까지 합하면 80명에 달한다.

## 교육
- 의성교육지원청 https://www.gbe.kr/us/main.do 보관됨 2025-07-17 - 웨이백 머신

- 경상북도 의성군에는 초등학교 69개교(분교 2개교 포함), 중학교 20개교(분교 1개교 포함), 고등학교 11개교가 있었다.
- 현재는 초등학교 17개교(분교 1개교 포함), 중학교 10개교, 고등학교 6개교만이 현존하고 있다.
- 아래의 교육기관 순서는 개교 일자순으로 하였으며, 폐교 역시도 폐교 일자순으로 하였다.
- 다만 분교의 경우 본교급의 나열이 끝난 다음에 나열하며, 폐교가 될 시에는 역시 개교 일자와 상관없이 늦을수록 아래에 배치하였다.[13][14]
- 폐교의 경우 폐교 일자만을 기재하며, 현존하는 학교는 반대로 개교 일자(명칭 변경 등을 제외하고)만을 기재한다.

### 고등학교
| 학교명                         | 주소                    | 학급수 | 학생수 | 비고                                           |
| ------------------------------ | ----------------------- | ------ | ------ | ---------------------------------------------- |
| 의성유니텍고등학교             | 의성읍 문소1길 164      | 9학급  | 152명  | 1937년 4월 1일 개교                            |
| 안계고등학교                   | 안계면 용기9길 9        | 5학급  | 79명   | 1946년 11월 5일 개교                           |
| 의성여자고등학교               | 의성읍 북원3길 35       | 8학급  | 133명  | 1952년 4월 1일 개교                            |
| 금성고등학교                   | 금성면 금성현서로 41-66 | 3학급  | 42명   | 1954년 6월 12일 개교, 금성중학교 병설          |
| 경북소프트웨어마이스터고등학교 | 봉양면 봉호로 14        | 12학급 | 212명  | 1968년 3월 1일 개교, 봉양중학교 병설           |
| 의성고등학교                   | 의성읍 군청길 57        | 9학급  | 187명  | 1979년 3월 2일 개교                            |
| 점곡고등학교                   | 점곡면 점곡길 53        | -      | -      | 1994년 3월 1일 폐교, 점곡중학교(폐교) 병설     |
| 안계여자고등학교               | 안계면 용기5길 23       | -      | -      | 2002년 3월 1일 폐교, 안계여자중학교(폐교) 병설 |
| 비안고등학교                   | 비안면 이두2길 5        | -      | -      | 2008년 3월 1일 폐교, 비안중학교(폐교) 병설     |
| 다인정보고등학교               | 다인면 서릉2길 27       | -      | -      | 2017년 3월 1일 폐교, 다인중학교 병설           |
| 금성여자상업고등학교           | 금성면 탑운길 99        | -      | -      | 2019년 2월 28일 폐교                           |

### 중학교
| 학교명              | 주소                    | 학급수 | 학생수 | 비고                                                      |
| ------------------- | ----------------------- | ------ | ------ | --------------------------------------------------------- |
| 의성중학교          | 의성읍 구봉길 172       | 11학급 | 165명  | 1937년 5월 1일 개교                                       |
| 의성여자중학교      | 의성읍 군청길 77        | 8학급  | 138명  | 1945년 5월 6일 개교                                       |
| 금성중학교          | 금성면 금성현서로 41-66 | 4학급  | 20명   | 1946년 5월 25일 개교, 금성고등학교 병설                   |
| 안계중학교          | 안계면 용기9길 9        | 4학급  | 52명   | 1946년 9월 27일 개교                                      |
| 다인중학교          | 다인면 서릉2길 27       | 3학급  | 14명   | 1951년 11월 30일 개교                                     |
| 봉양중학교          | 봉양면 봉호로 14        | 3학급  | 17명   | 1954년 6월 10일 개교, 경북소프트웨어마이스터고등학교 병설 |
| 삼성중학교          | 단북면 도안로 2133      | 3학급  | 36명   | 1955년 5월 20일 개교                                      |
| 탑리여자중학교      | 탑리4길 25-6            | 3학급  | 15명   | 1966년 4월 1일 개교                                       |
| 옥산중학교          | 옥산면 금봉로 27        | 2학급  | 12명   | 1970년 3월 3일 개교                                       |
| 경북중부중학교      | 비안면 이두2길 5        | 3학급  | 24명   | 2016년 3월 1일 개교                                       |
| 동국중학교          | 의성읍 군청길 57        | -      | -      | 1983년 3월 1일 폐교, 의성고등학교 병설                    |
| 안계여자중학교      | 안계면 용기5길 23       | -      | -      | 2002년 3월 1일 폐교, 안계여자고등학교(폐교) 병설          |
| 의성중학교 점곡분교 | 점곡면 점곡길 53        | -      | -      | 2002년 3월 1일 폐교, 점곡고등학교(폐교) 병설              |
| 의성중학교 사곡분교 | 의성사곡로 995-9        | -      | -      | 2003년 3월 1일 폐교                                       |
| 안계중학교 구천분교 | 구천면 소보안계로 1616  | -      | -      | 2003년 3월 1일 폐교, 구천초등학교 병설                    |
| 안평중학교 신평분교 | 신평면 중율리 550       | -      | -      | 2007년 3월 1일 폐교                                       |
| 춘산중학교          | 춘산면 금성현서로 1505  | -      | -      | 2013년 3월 1일 폐교                                       |
| 안평중학교          | 안평면 봉호로 968-3     | -      | -      | 2016년 2월 29일 폐교                                      |
| 비안중학교          | 비안면 이두2길 5        | -      | -      | 2016년 2월 29일 폐교, 비안고등학교(폐교) 병설             |
| 단밀중학교          | 단밀면 도안로 1624-5    | -      | -      | 2016년 2월 29일 폐교                                      |
| 가음중학교          | 가음면 장제지길 29      | -      | -      | 2017년 2월 28일 폐교                                      |

### 초등학교
| 학교명                    | 주소                      | 학급수 | 학생수 | 비고                  |
| ------------------------- | ------------------------- | ------ | ------ | --------------------- |
| 의성초등학교              | 의성읍 군청길 26          | 20학급 | 375명  | 1906년 11월 1일 개교  |
| 점곡초등학교              | 점곡면 점곡길 8           | 4학급  | 19명   | 1921년 4월 16일 개교  |
| 안계초등학교              | 안계면 안계길 68          | 10학급 | 155명  | 1922년 4월 29일 개교  |
| 안평초등학교              | 안평면 안평의성로 10      | 4학급  | 8명    | 1923년 5월 7일 개교   |
| 다인초등학교              | 다인면 서릉1길 19-6       | 4학급  | 13명   | 1924년 7월 1일 개교   |
| 옥전초등학교              | 옥산면 신감옥산로 1206    | 3학급  | 11명   | 1929년 9월 11일 개교  |
| 단촌초등학교              | 단촌면 신기길 42          | 6학급  | 19명   | 1930년 9월 17일 개교  |
| 춘산초등학교              | 춘산면 금성현서로 1487    | 2학급  | 7명    | 1931년 9월 20일 개교  |
| 구천초등학교              | 구천면 소보안계로 1616    | 4학급  | 7명    | 1932년 10월 10일 개교 |
| 가음초등학교              | 가음면 산성가음로 2194    | 2학급  | 5명    | 1933년 7월 1일 개교   |
| 의성남부초등학교          | 의성읍 문소1길 24         | 8학급  | 56명   | 1944년 4월 11일 개교  |
| 도리원초등학교            | 봉양면 도리원5길 9        | 7학급  | 62명   | 1949년 9월 1일 개교   |
| 의성북부초등학교          | 의성읍 도토길 9           | 4학급  | 13명   | 1949년 9월 1일 개교   |
| 금성초등학교              | 금성면 탑리길 131         | 7학급  | 46명   | 1949년 9월 27일 개교  |
| 비안초등학교              | 비안면 강변길 105         | 6학급  | 34명   | 1949년 10월 1일 개교  |
| 단밀초등학교              | 단밀면 중동단밀로 939     | 2학급  | 6명    | 1967년 12월 1일 개교  |
| 안평초등학교 신평분교     | 신평면 봉호로 2436        | 2학급  | 5명    | 1931년 6월 2일 개교   |
| 효선국민학교 빙계분교     | 춘산면 금성현서로 1074-16 | -      | -      | 1983년 3월 1일 폐교   |
| 금성국민학교 경애분교     | 금성면 탑리리 1140-3      | -      | -      | 1984년 3월 1일 폐교   |
| 단밀국민학교              | 단밀면 도안로 1455        | -      | -      | 1992년 3월 1일 폐교   |
| 전흥국민학교              | 옥산면 금봉로 304         | -      | -      | 1992년 3월 1일 폐교   |
| 단촌국민학교 방하분교     | 단촌면 방하1길 134        | -      | -      | 1992년 3월 1일 폐교   |
| 옥전국민학교 신계분교     | 옥산면 신계길 9           | -      | -      | 1992년 3월 1일 폐교   |
| 옥전국민학교 옥성분교     | 옥산면 양지실업길 604     | -      | -      | 1992년 3월 1일 폐교   |
| 사곡국민학교 공정분교     | 사곡면 의성사곡로 1586    | -      | -      | 1993년 3월 1일 폐교   |
| 산제국민학교              | 비안면 산제3길 13         | -      | -      | 1994년 3월 1일 폐교   |
| 신산국민학교              | 단북면 단북다인로 701     | -      | -      | 1994년 3월 1일 폐교   |
| 안계서부국민학교          | 안계면 양곡1길 16         | -      | -      | 1994년 3월 1일 폐교   |
| 고산국민학교 만리분교     | 안사면 안사풍천길 233     | -      | -      | 1994년 3월 1일 폐교   |
| 안계국민학교 교촌분교     | 안계면 교화길 59          | -      | -      | 1994년 3월 1일 폐교   |
| 안계국민학교 도덕분교     | 안계면 개천지길 39        | -      | -      | 1994년 3월 1일 폐교   |
| 문흥국민학교              | 봉양면 경북대로 5225      | -      | -      | 1995년 3월 1일 폐교   |
| 밀성국민학교              | 다인면 서부로 3549-7      | -      | -      | 1995년 3월 1일 폐교   |
| 석탑국민학교              | 안평면 석탑2길 5          | -      | -      | 1995년 3월 1일 폐교   |
| 구천국민학교 청산분교     | 구천면 소보안계로 1151    | -      | -      | 1995년 3월 1일 폐교   |
| 속암국민학교 낙정분교     | 단밀면 낙정리 475-16      | -      | -      | 1995년 3월 1일 폐교   |
| 의성남부국민학교 비봉분교 | 의성읍 비봉길 317         | -      | -      | 1995년 3월 1일 폐교   |
| 동원국민학교              | 점곡면 동변길 159         | -      | -      | 1995년 9월 1일 폐교   |
| 산운국민학교              | 금성면 수정사길 19        | -      | -      | 1995년 9월 1일 폐교   |
| 청로국민학교              | 금성면 동부로 2018-19     | -      | -      | 1995년 9월 1일 폐교   |
| 달제초등학교              | 다인면 자미로 492         | -      | -      | 1996년 3월 1일 폐교   |
| 가음초등학교 순호분교     | 가음면 순호마을길 9-6     | -      | -      | 1996년 3월 1일 폐교   |
| 속암초등학교 문창분교     | 단밀면 팔등리 265         | -      | -      | 1996년 3월 1일 폐교   |
| 춘산초등학교 금오분교     | 춘산면 금오리 392         | -      | -      | 1996년 3월 1일 폐교   |
| 후평초등학교 구계분교     | 단촌면 고운사길 157       | -      | -      | 1996년 3월 1일 폐교   |
| 위성초등학교              | 구천면 위성3길 18         | -      | -      | 1997년 2월 28일 폐교  |
| 후평초등학교              | 단촌면 일직점곡로 721     | -      | -      | 1998년 3월 1일 폐교   |
| 도리원초등학교 봉양분교   | 봉양면 경북대로 4741      | -      | -      | 1998년 3월 1일 폐교   |
| 안평초등학교 하령분교     | 안평면 하령1길 667-5      | -      | -      | 1999년 3월 1일 폐교   |
| 점곡초등학교 구암분교     | 점곡면 의성길안로 575     | -      | -      | 1999년 3월 1일 폐교   |
| 삼분초등학교              | 다인면 문암길 117-48      | -      | -      | 1999년 9월 1일 폐교   |
| 구천초등학교 용호분교     | 구천면 용사1길 15         | -      | -      | 1999년 9월 1일 폐교   |
| 옥전초등학교 오류분교     | 옥산면 오류리 376-1       | -      | -      | 1999년 9월 1일 폐교   |
| 단북초등학교 효제분교     | 단북면 효자길 49          | -      | -      | 2000년 3월 1일 폐교   |
| 도리원초등학교 일산분교   | 봉양면 조문로 357         | -      | -      | 2000년 3월 1일 폐교   |
| 사곡초등학교 작승분교     | 사곡면 사미신감로 821     | -      | -      | 2000년 3월 1일 폐교   |
| 안계초등학교 고산분교     | 안사면 중하길 69          | -      | -      | 2000년 3월 1일 폐교   |
| 이두초등학교 쌍계분교     | 비안면 강변길 565         | -      | -      | 2000년 3월 1일 폐교   |
| 금성초등학교 조문분교     | 금성면 초전1길 83         | -      | -      | 2005년 3월 1일 폐교   |
| 안평초등학교 도옥분교     | 안평면 신안길 37          | -      | -      | 2005년 3월 1일 폐교   |
| 금성초등학교 도경분교     | 금성면 도경1길 18         | -      | -      | 2006년 3월 1일 폐교   |
| 속암초등학교 위중분교     | 단밀면 구단길 181-10      | -      | -      | 2006년 3월 1일 폐교   |
| 안평초등학교 중률분교     | 신평면 왜가리길 1185      | -      | -      | 2007년 3월 1일 폐교   |
| 이두초등학교 비안분교     | 비안면 서부1길 14         | -      | -      | 2008년 3월 1일 폐교   |
| 상천초등학교              | 금성면 제오1길 50         | -      | -      | 2010년 3월 1일 폐교   |
| 사곡초등학교              | 사곡면 의성사곡로 965     | -      | -      | 2011년 3월 1일 폐교   |
| 춘산초등학교 효선분교     | 춘산면 사미신감로 50-7    | -      | -      | 2013년 3월 1일 폐교   |
| 단북초등학교              | 단북면 중련길 22-8        | -      | -      | 2014년 3월 1일 폐교   |
| 이두초등학교 쌍호분교     | 안사면 안사풍천길 965     | -      | -      | 2019년 3월 1일 폐교   |

### 유치원[45]
| 학교명                          | 주소              | 학급수 | 원아수 | 비고                                 |
| ------------------------------- | ----------------- | ------ | ------ | ------------------------------------ |
| 에덴유치원                      | 의성읍 문소1길 94 | 3학급  | 48명   | 1962년 4월 2일 개원, 사립 유치원     |
| 춘산초등학교 병설유치원         | -                 | 1학급  | 4명    | 1980년 3월 1일 개원                  |
| 가음초등학교 병설유치원         | -                 | -      | -      | 1981년 1월 20일 개원, 현재 휴원 상태 |
| 다인초등학교 병설유치원         | -                 | 1학급  | 5명    | 1981년 3월 1일 개원                  |
| 단밀초등학교 병설유치원         | -                 | -      | -      | 1981년 3월 1일 개원, 현재 휴원 상태  |
| 옥전초등학교 병설유치원         | -                 | 1학급  | 5명    | 1981년 3월 1일 개원                  |
| 안평초등학교 병설유치원         | -                 | 1학급  | 2명    | 1981년 3월 2일 개원                  |
| 안평초등학교신평분교 병설유치원 | -                 | 1학급  | 4명    | 1981년 3월 2일 개원                  |
| 점곡초등학교 병설유치원         | -                 | 1학급  | 3명    | 1981년 3월 2일 개원                  |
| 구천초등학교 병설유치원         | -                 | -      | -      | 1981년 3월 5일 개원, 현재 휴원 상태  |
| 단촌초등학교 병설유치원         | -                 | 1학급  | 3명    | 1981년 3월 6일 개원                  |
| 비안초등학교 병설유치원         | -                 | 1학급  | 4명    | 1981년 3월 6일 개원                  |
| 도리원초등학교 병설유치원       | -                 | 2학급  | 4명    | 1981년 3월 8일 개원                  |
| 안계초등학교 병설유치원         | -                 | 1학급  | 2명    | 1984년 3월 13일 개원                 |
| 의성남부초등학교 병설유치원     | -                 | 2학급  | 6명    | 2000년 3월 1일 개원                  |
| 금성초등학교 병설유치원         | -                 | 1학급  | 4명    | 2003년 3월 1일 개원                  |

## 자매 도시
- 대한민국 서울특별시 노원구
- 대한민국 서울특별시 서초구
- 대한민국 대구광역시 서구
- 대한민국 대구광역시 북구
- 대한민국 대구광역시 수성구
- 대한민국 전라남도 영광군 법성면
- 대한민국 전라남도 함평군
- 대한민국 경상남도 창원시 교방동
- 중국 산시성 (섬서성) 셴양시
- 몽골 셀렝게주 만달군

## 같이 보기
- 대한민국의 지리